# Remco Evenepoel
Remco Evenepoel, född den 25 januari 2000 i Aalst i Belgien, är en belgisk tävlingscyklist, som för närvarande tävlar för Soudal Quick-Step.

## Meriter
2018
 Världsmästare i linjelopp för juniorer.
 Världsmästare i tempolopp för juniorer.
 Europamästare i linjelopp för juniorer.
 Europamästare i tempolopp för juniorer.
2019
 Andraplats vid världsmästerskapen i tempolopp.
 Vinnare av europamästerskapet i tempolopp
Vinnare av Clásica Ciclista San Sebastián
2020
Vinnare av Polen runt totalt
Vinnare av etapp 4.
 Vinnare av Vuelta a Burgos totalt
 Vinnare av ungdomstävlingen, tvåa i bergspristävlingen och poängtävlingen.
Vinnare av etapp 3
 Vinnare av Volta ao Algarve totalt
 Vinnare av ungdomstävlingen
Vinnare av etapperna 2 och 5.
 Vinnare av Vuelta a San Juan totalt
 Vinnare av ungdomstävlingen
Vinnare av etapp 3
2021
 Vinnare av Danmark runt totalt
 Vinnare av ungdomstävlingen och tvåa i poängtävlingen.
Vinnare av etapperna 4 och 5
 Vinnare totalt av Tour of Belgium
Vinnare av etapp 2
Vinnare av Brussels Cycling Classic
 Tredje plats i individuellt tempolopp vid världsmästerkapen
 Andraplats vid Europamästerskapen i linjelopp.
 Tredjeplats vid Europamästerskapen i tempolopp.
Femte plats i Giro dell'Emilia
Nionde plats i tempolopp vid Olympiska sommarspelen 2020
2022
 Vinnare totalt av Vuelta a España
 Vinnare av ungdomstävlingen
Vinnare av etapperna 10 och 18
Världsmästerskapen
 Världsmästare i linjelopp
 Tredje plats i individuellt tempolopp
 Vinnare totalt av Volta ao Algarve
 Vinnare av ungdomstävlingen
Vinnare av etapp 4
 Vinnare totalt av Tour of Norway
 Vinnare av ungdomstävlingen
Vinnare av etapperna 1, 3 och 5
Vinnare av Liège–Bastogne–Liège
Vinnare av Clásica Ciclista San Sebastián
 Vinnare av Belgiska mästerskapen i individuellt tempolopp
Vinnare av etapp 8 i Tour de Suisse
Vinnare av Gullegem Koerse
Tvåa totalt i Volta a la Comunitat Valenciana
 Vinnare av ungdomstävlingen
Vinnare av etapp 1
Fjärde plats totalt i Baskien runt
 Vinnare av ungdomstävlingen
Sjätte plats i Brabantse Pijl
2023
Vinnare av Liège–Bastogne–Liège
 Vinnare totalt av UAE Tour
 Vinnare av ungdomstävlingen
Vinnare av etapp 2 (lagtempolopp)
Andraplats i Katalonien runt
 Vinnare av bergstävlingen
 Vinnare av ungdomstävlingen
Vinnare av etapp 3 och 7
Sjunde plats i Vuelta a San Juan
Vinnare av etapp 3 i Vuelta a España
2024
OS-guld, tempo, olympiska sommarspelen 2024
OS-guld, linjelopp, olympiska sommarspelen 2024
 Vinnare totalt av Volta ao Algarve
Vinnare av Figueira Champions Classic